# 余兴祥
余興祥（1952年10月—），男，壯族，廣西恭城人，中共廣西區委黨校在職研究生班行政管理專業畢業，在職研究生學歷。1972年11月參加工作，1970年6月加入中國共產黨。

## 生平
從政生涯從桂林地區開始，曾任中共荔浦縣委書記、荔浦縣政協主席。1998年9月，調入自治區鄉镇企業局擔任副局長。2002年10月，任中共玉林市委副書記。2008年5月，出任自治區人民防空辦公室主任。2013年1月，當選自治區政協常委並任民族和宗教委員會主任。2017年5月，退休。
2020年7月3日，廣西壯族自治區紀委監委宣布余興祥涉嫌嚴重違紀違法，正在接受紀律審查和監察調查。11月24日，遭到开除党籍处分。